# Karl Groos
Karl Groos (Heidelberg, 10 de desembre de 1861 - Tübingen, 27 de març de 1946) va ser un filòsof i psicòleg que va proposar una evolució instrumentista de la teoria del joc. El seu llibre de 1898, The Play of Animals, suggeria que el joc és una preparació per a la vida posterior.
Per a Groos, doncs, el joc és un exercici de preparació per a la vida adulta, ja que contribueix a la formació i capacitació d'habilitats que requerirà quan sigui gran. Aquest procés de preparació mitjançant el joc s'entén com una etapa necessària i de maduració. L'autor va afirmar: "El gat jugant amb el cabdell aprendrà a caçar ratolins i el nen jugant amb les seves mans aprendrà a controlar el seu cos".